# Zamek Trzeboń
Zamek Trzeboń (cz. Zámek Třeboň) − zabytkowy zamek w mieście Trzeboń (Republika Czeska).
Renesansowy zamek położony jest w południowo-zachodniej części starego miasta. Pierwsza wzmianka o warowni pochodzi z 1374. W 1479 Vok z Rožmberku (niem. Vok von Rosenberg) wybrał Trzeboń na swoją rezydencję. Po pożarze w 1562 Wilhelm z Rožmberku zlecił Antonio Ericerowi (ok. 1540-1574) przebudowę obiektu w stylu renesansu włoskiego. Miała ona miejsce w latach 1565–1575. Na przełomie XVI i XVII w. Dominico Cometta rozbudował zamek o zewnętrzny dziedziniec. Działalność budowlaną na zamku wznowili w 1660 nowi właściciele, hrabiowie (od 1670 r. książęta) Schwarzenbergowie.

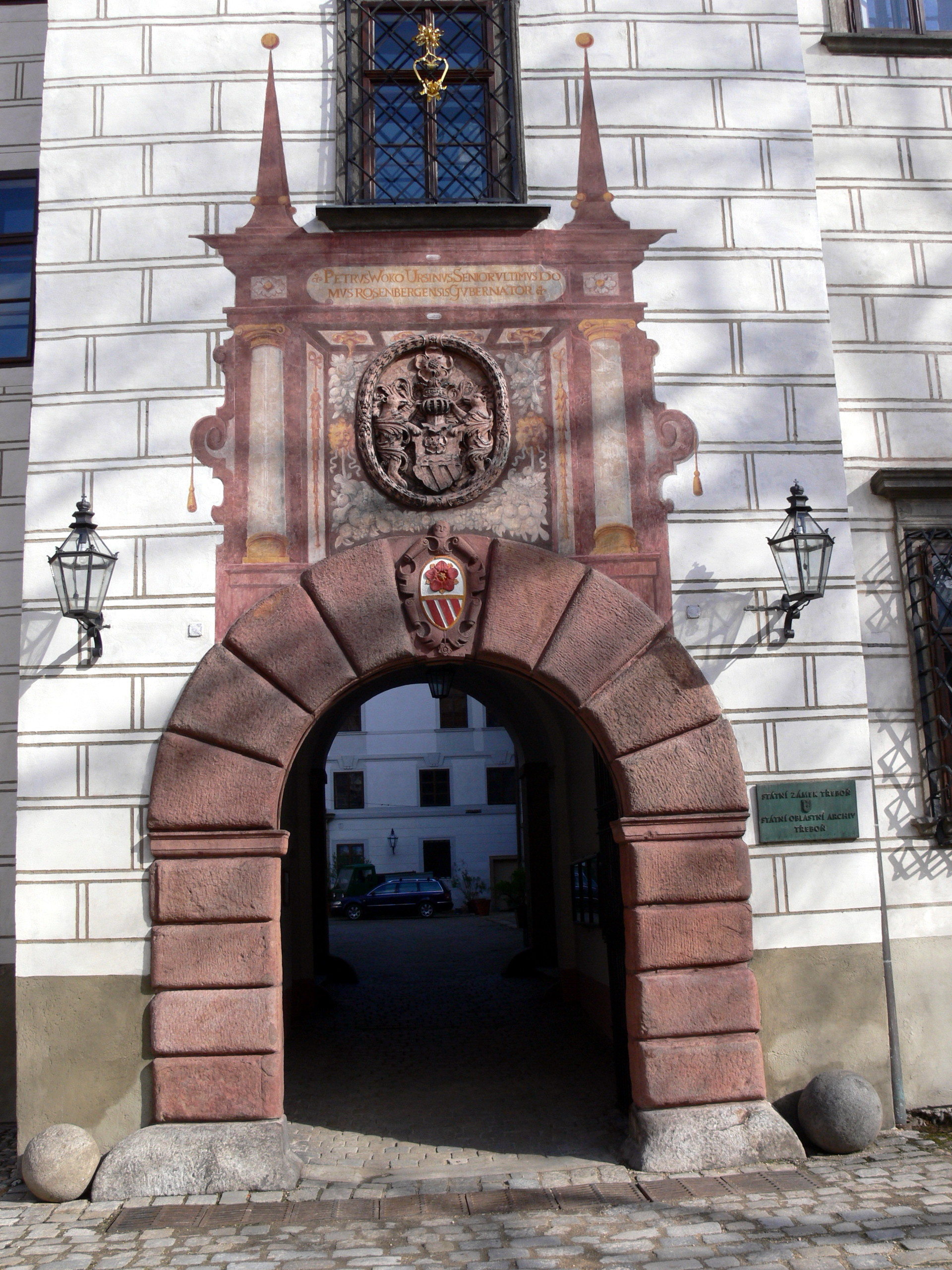
Brama z herbem  Rosenberger
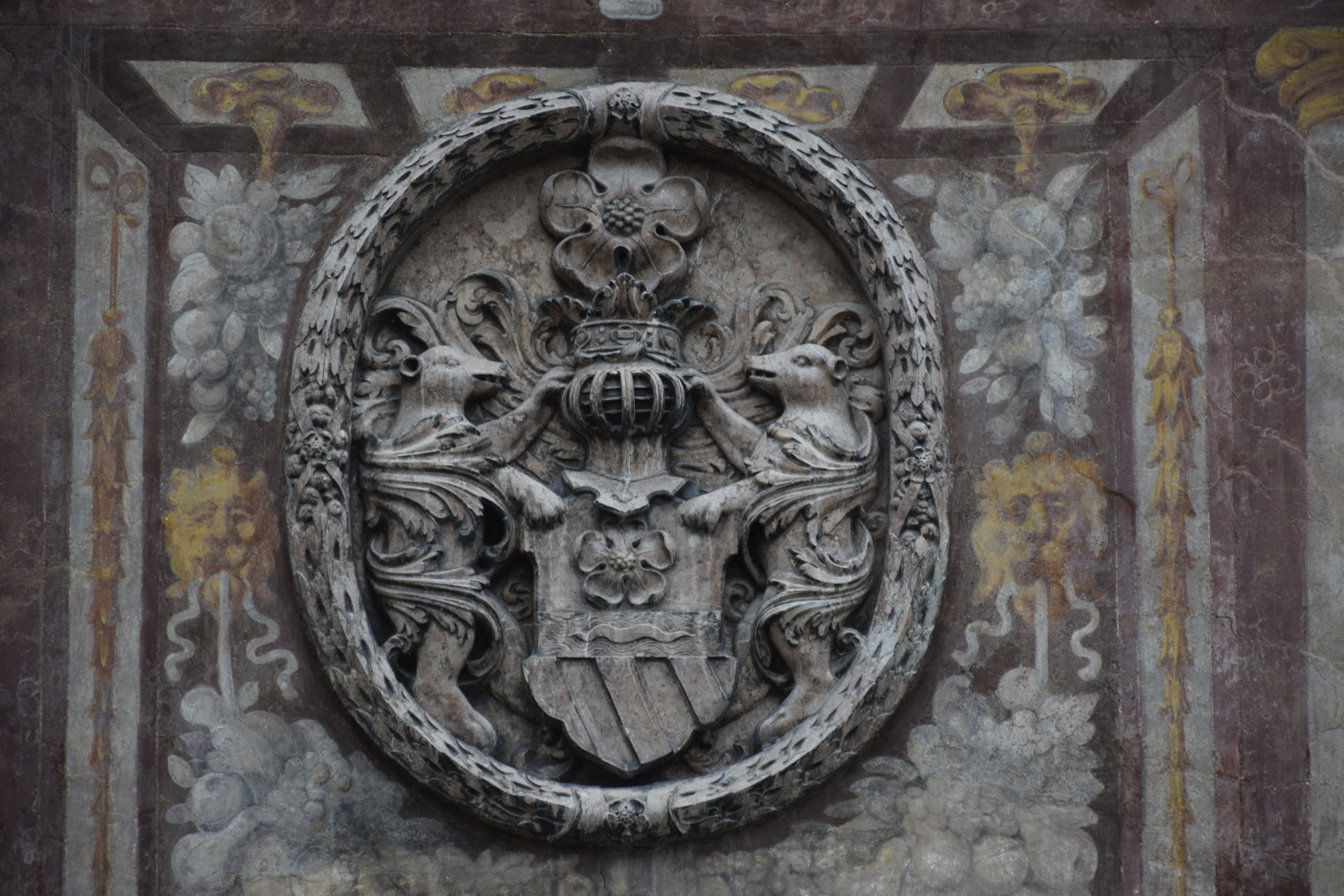
Herb von Rosenberger
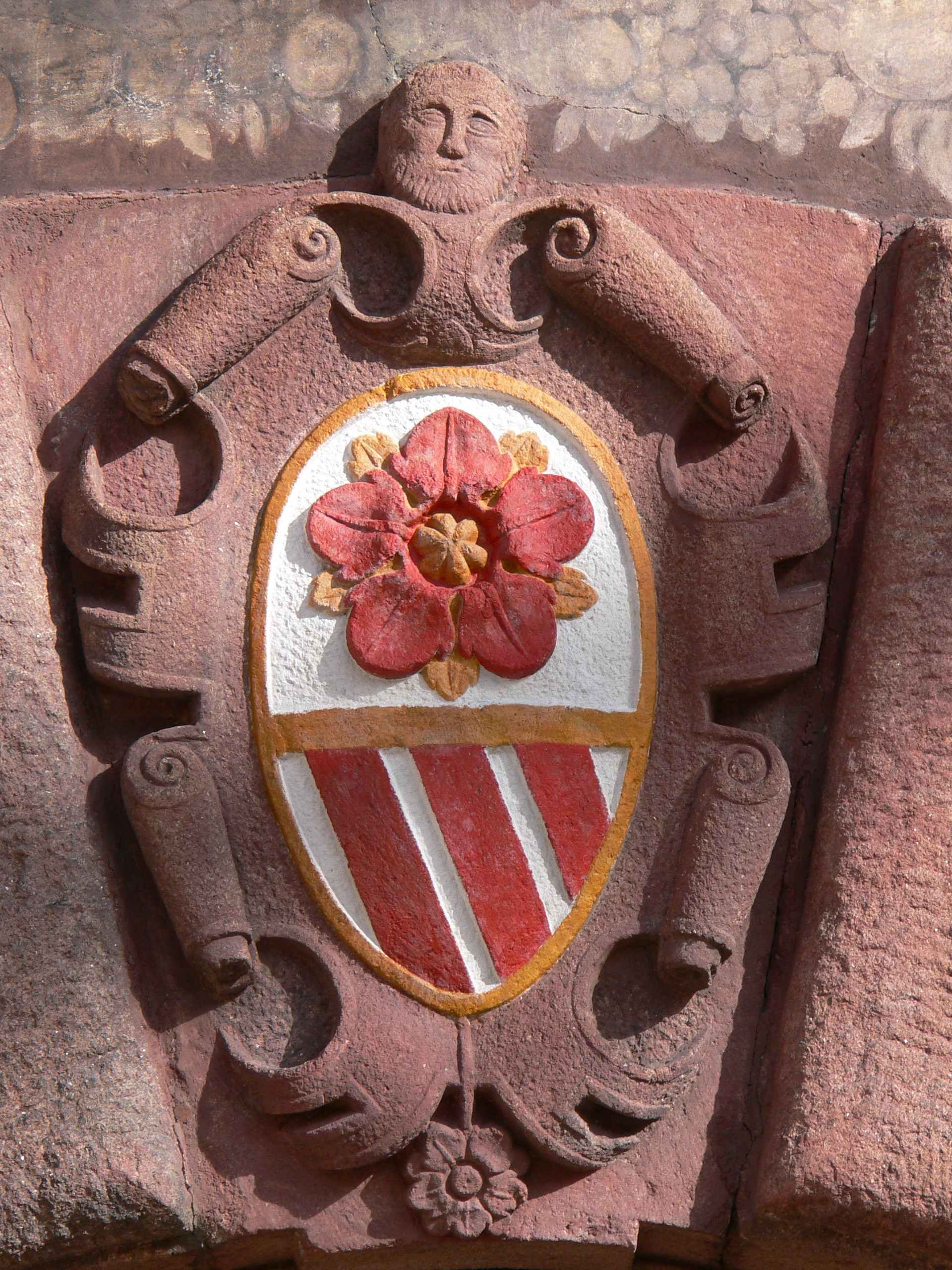
Herb von Rosenberger
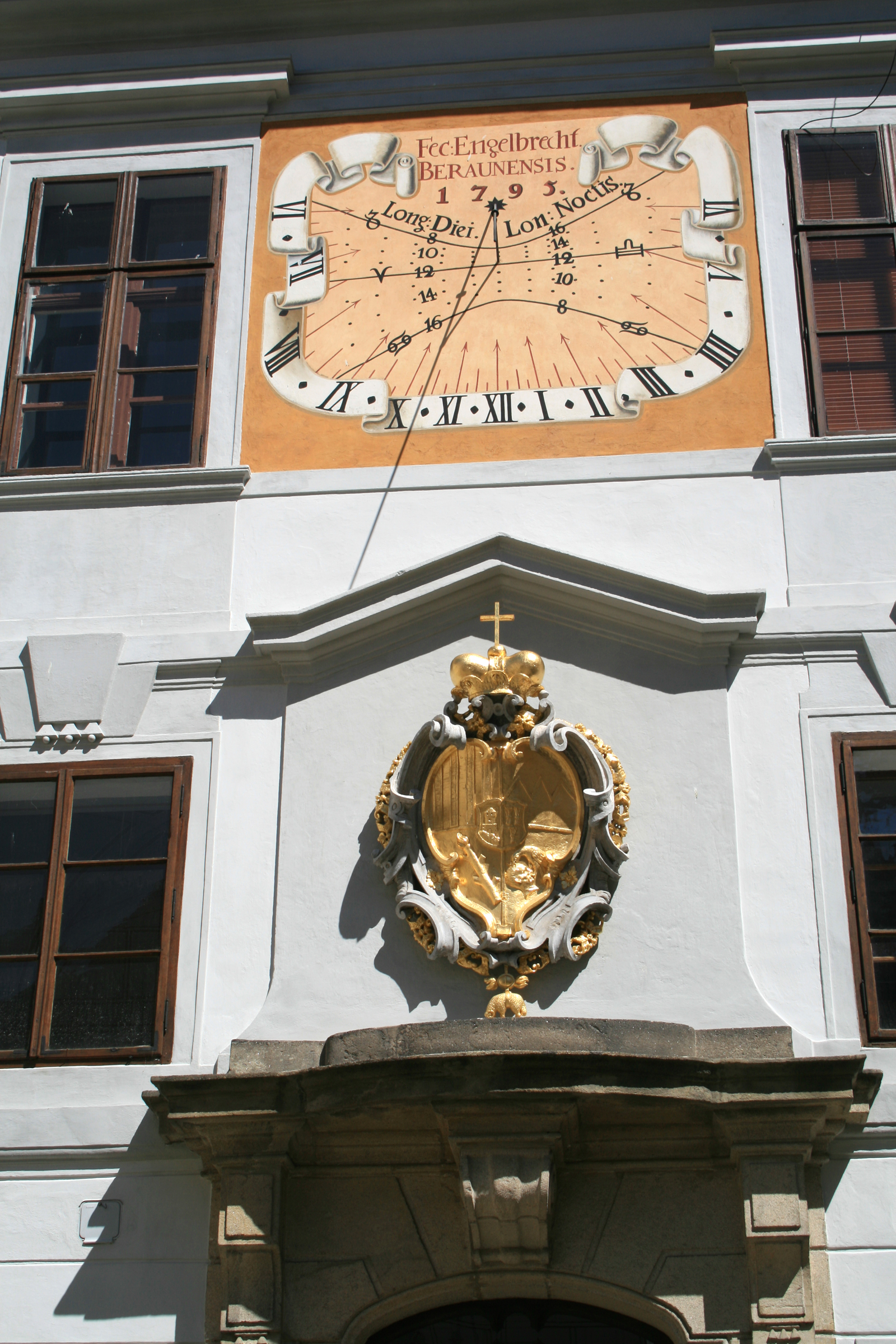
Herb von Schwarzenberg
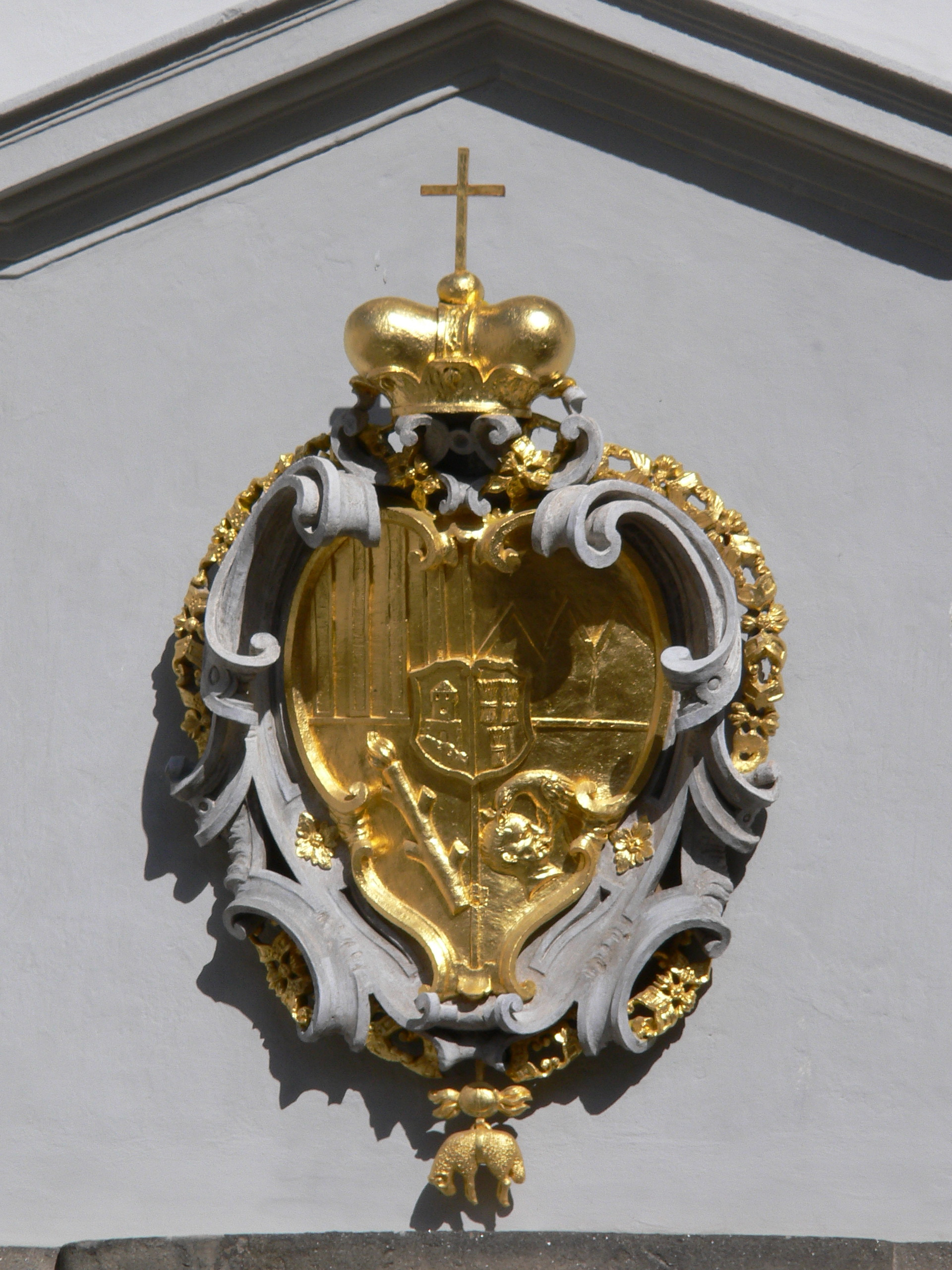
Herb von Schwarzenberger
Herb von Schwarzenberger